# Filippo Vitale
Filippo Vitale (Naples, 1585 - 1650) est un peintre italien baroque de l'école napolitaine actif principalement dans sa ville natale au XVIIe siècle. Caravagiste, il s'est formé à l'école de José de Ribera.

## Biographie
Formé d'abord par Carlo Sellitto, dont il a gardé le style, il fut chargé à sa mort d'achever la Crucifixion de Santa Maria di Portanuova.
Introduit par la suite dans le cercle de Ribera, il restera fidèle toute sa carrière à un caravagisme réaliste qui s'adoucit cependant avec le temps jusqu'à voisiner avec un certain classicisme (Loth fuit Sodome, 1650). 
Filippo Vitale était le beau-père de Pacecco de Rosa qui a commencé son apprentissage dans son atelier. Il a également formé Juan Dò, Aniello Falcone et Agostino Beltrano.

## Œuvres
- Saint Jérôme écrivant.
- Judith avec la tête d'Holopherne (1620).

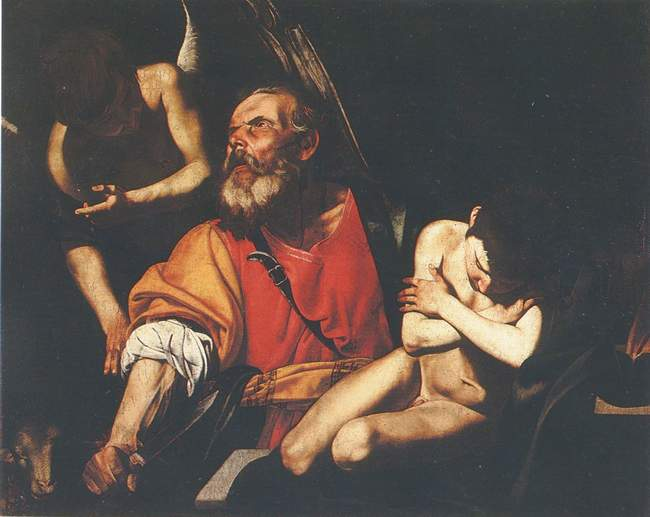
Sacrifice d'Isaac, 1615-1620, Musée de Capodimonte, Naples.

- Saint Pierre délivré par un ange, huile sur toile, 129 × 154 cm, Musée des beaux-arts de Nantes[1].
- Loth et ses filles.
- Caïn et Abel.
- Jacob bénissant Isaac.
- Le Sacrifice d'Isaac, Musée Capodimonte de Naples
- Saint Benoît se roulant dans les ronces, musée Fesch d'Ajaccio.
- Figure de saint.
- L'Ange gardien, église de la Pietà dei Turchini de Naples